# Jan Kordylewski
Jan Kordylewski (ur. 29 sierpnia 1949 w Kawnicach, zm. 17 stycznia 2024) – polski organista i dyrygent, wieloletni dyrygent Towarzystwa Śpiewaczo-Muzycznego Lutnia w Kole.

## Życiorys
Urodził się w rodzinie nauczycieli – Stanisława i Zofii z d. Wojciechowskiej. W latach 1962–1966 uczęszczał do Liceum Ogólnokształcącego w Koninie, następnie studiował w II Studium Nauczycielskim w Poznaniu. Podczas nauki działał w chórze uniwersyteckim i chórze nauczycielskim im. Karola Kurpińskiego.
W 1968 roku podjął pracę w Szkole Podstawowej w Golinie i w Liceum Ogólnokształcącym w Koninie na stanowisku nauczyciela wychowania muzycznego, prowadząc również chóry i zespoły muzyczne, uczył także geografii. W latach 1969–1981 był organistą w parafii w Dąbiu, a od 1 lipca 1981 roku do śmierci pełnił funkcję organisty i dyrygenta chóru w parafii Podwyższenia Krzyża Świętego w Kole. W latach 1985–2001 był dyrygentem chóru „Lutnia” w Kole, a latach 1989–2003 kapelmistrzem Miejskiej Orkiestry Dętej. Był również nauczycielem Diecezjalnej Szkoły Organistowskiej i członkiem Komisji ds. Muzyki Kościelnej diecezji włocławskiej.
Brał udział w organizacji oprawy muzycznej podczas wizyt Jana Pawła II we Włocławku (1991) i Licheniu (1999).
W latach 1990–1994 był radnym Rady Miejskiej w Kole.
Żonaty z Barbarą, miał syna Piotra. Został pochowany na cmentarzu przy ulicy Kolskiej w Koninie.

## Odznaczenia i wyróżnienia
Źródło:
- Benemerenti (2011)[7]
- Odznaka „Zasłużony dla miasta Konina”
- Odznaka „Zasłużony dla miasta Koła”
- Złota odznaka honorowa Polskiego Związku Chórów i Orkiestr